# Consol Casals Genover
Consol Casals Genover (Barcelona 2 d'octubre de 1949 - 9 de desembre de 2012) fou professora de secundària i una destacada activista feminista, comunista, ecologista, pacifista i internacionalista.

## Biografia
Era filla de Miquel Casals Colldecarrera (advocat) i Montserrat Genover Vila (farmaceutica), germana d'Enric i Montserrat, casada amb Josep Mª Hosta i Pascual.
Estudia Primària i Batxillerat a les escola de les Reverendes Esclaves del Sagrat Cor de la Rambla de Catalunya de Barcelona entre els anys 1955 i 1966. Inicia els estudis universitaris l'any 1966 a la Universitat de Barcelona on es llicencià en ciències químiques l'any 1971. Entre els anys 1971 a 1977 va ser professora ajudant de química orgànica a la càtedra conjunta de les facultat de Química i Farmàcia. A partir de 1977 és professora de batxillerat de física i química. De 1977 -1981 es docent a l'Institut Patronat Ribas de Barcelona, i entre 1981-1990 a l'IES Ferran Casablancas de Sabadell, i des de d'aquesta data (1990) fins a la seva jubilació l'any 2010 a l'IES Sant Andreu a Nou Barris de Barcelona .
Durant els seus anys universitaris es va implicar molt en el moviment estudiantil antifranquista. Així, en acabar la carrera es va afiliar a Bandera Roja, llavors en la clandestinitat. Va col·laborar en el Centre d'Estudis de Moviments Socials -CEMS, plataforma de Bandera Roja que editava la revista “Alternativas”. A l'inici de la transició va ser detinguda mentre repartia propaganda del seu partit a les Rambles. Després de legalitzar la OCE Bandera Roja es va presentar a les eleccions generals i municipals.
En els últims anys del franquisme va participar en el moviment de professors no numeraris “penenes”. L'any 1976, va ser una de les fundadores del sindicat d'ensenyament de CCOO, essent la primera Secretària d'Organització.
L'any 1980 va estar en el grup de reflexió i d'organització anomenat Col·lectius Comunistes de Catalunya (CCC) que va abandonar Bandera Roja i varen participar de la creació de Nacionalistes d'Esquerra. La Consol va anar en la llista per Barcelona de Nacionalistes d'Esquerra en les primeres eleccions al Parlament de Catalunya.
En la seva vessant ecologista entre el 1976 i el 1978 té una actuació destacada en la victoriosa campanya “Salvem els Aiguamolls de l'Empordà”. El 1977 és de les impulsores del Comité Antinuclear de Catalunya (CANC) antecessor d'Ecologistes en Acció i els últims anys va estar activa en el Col·lectiu ecologista Agudells.
A mitjans dels 80 s'estableix al barri de Gràcia, i s'integra al Moviment de Defensa de la Terra (MDT). Quan aquest entra en crisi participa en l'Assemblea d'Unitat Popular i impulsa i col·labora en diferents entitats gracienques: l'Ateneu popular SOROLL, Vocalia de Dones de l'AVV, Casal Independentista Poca Broma i Ateneu Popular la Torna.
El 1994 fou de les principals impulsores i dinamitzadores de l'acampada del 0,7% a la Diagonal.
Sempre va ser una feminista molt activa, que formava part de Ca la Dona i anteriorment de la Coordinadora Feminista.
El 1976 va participar en les Jornades Catalanes de la Dona i va ser de les impulsores de la Coordinadora Feminista. Més tard s'integrà a Ca la Dona i al grup Dones Antimilitaristes (DOAN) https://caladona.org/consol-casals-genover/ des d'on va participar en els anys 80 en les campanyes anti OTAN i en diferents mobilitzacions pacifistes, especialment de solidaritat amb Bòsnia, des del grup Dones X Dones, durant la guerra de Iugoslàvia en els anys 90. També va estar molt present en la plataforma Aturem la Guerra, durant la guerra del Golf i la d'Iraq. El 2011, durant el 15M va ser de les creadores de Feministes Indignades.
El 1991 formà part d'una delegació solidària a El Salvador, en plena guerra civil. Arran d'aquesta experiència s'integra en el Comitè de Solidaritat amb el Salvador i en l'associació Entrepobles. El 1992 torna a anar en una delegació a El Salvador, aquesta vegada com a organitzadora del Comitè de Solidaritat. Durant els anys 91 i 2000 participa des d'Entrepobles en diferents activitats de solidaritat i cooperació amb Amèrica Llatina. A l'any 2000 és cofundadora del Col·lectiu Cayapa de solidaritat amb Veneçuela i posteriorment de l'Assemblea Bolivariana de Catalunya. El 2009 arran del cop d'estat a Hondures impulsa la Plataforma de Solidaritat amb Hondures. Va viatjar en missions de solidaritat i cooperació a diferents llocs d'Amèrica Llatina: Brasil (1993); Colòmbia (1995); Haití (1998); Equador (2000); Veneçuela (2002, 2005 i 2008).
Des de la seva vesant personal, era una entuasiata de la música, tant clásica com de jazz, gran lectora de novel·la negre i assaig en general bona part de la seva biblioteca va ser donanda a la biblioteca popular de Can Ballo. Una gran amant del mar des de petita, on si refugiava amb la seva família, descobreix la muntanya i les seves rutes de la ma del Josep Mª.
L'any 2020 l'Ajuntament de Barcelona va acordar en Ple Municipal atorgar el seu nom al mirador que hi ha al cap de munt de la baixada de la Gloria. https://beteve.cat/societat/nou-mirador-parc-guell-consol-casals-genover/